# Gamcheon-dong
Gamcheon-dong (koreanska: 감천동) är en stadsdel i staden Busan i den sydöstra delen av Sydkorea, 300 km sydost om huvudstaden Seoul. Den ligger i stadsdistriktet Saha-gu.

## Indelning
Administrativt är Gamcheon-dong indelat i:
| Namn    | Namn                | Yta km² | Invånare 31 dec 2018 |
| ------- | ------------------- | ------- | -------------------- |
| 감천1동 | Gamcheon 1(il)-dong | 2,39    | 21 132               |
| 감천2동 | Gamcheon 2(i)-dong  | 0,62    | 7 349                |